# Państwowa Agencja Atomistyki

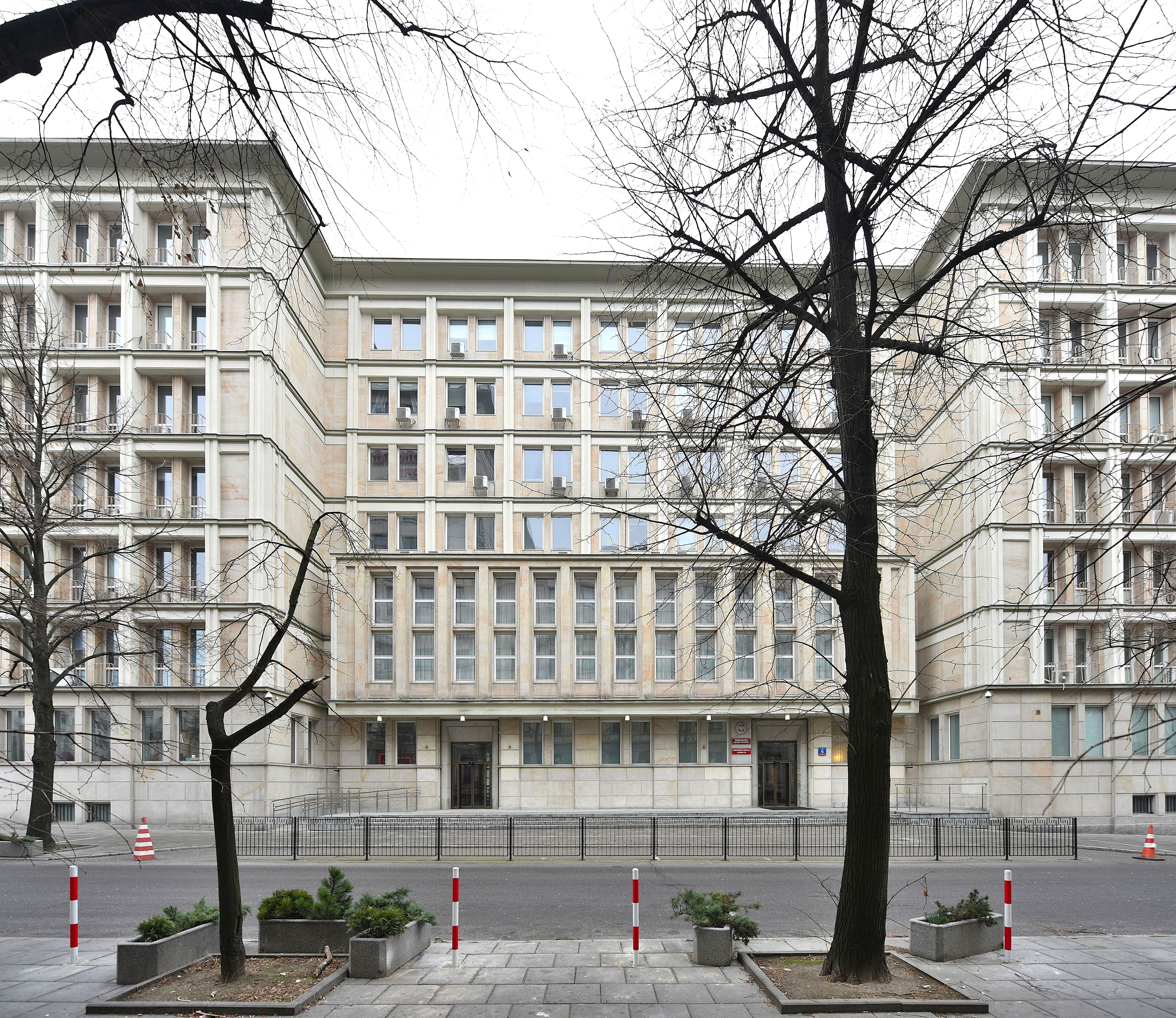
Dawna siedziba PAA przy ul. Wspólnej 6 w Warszawie (do listopada 2017 roku)

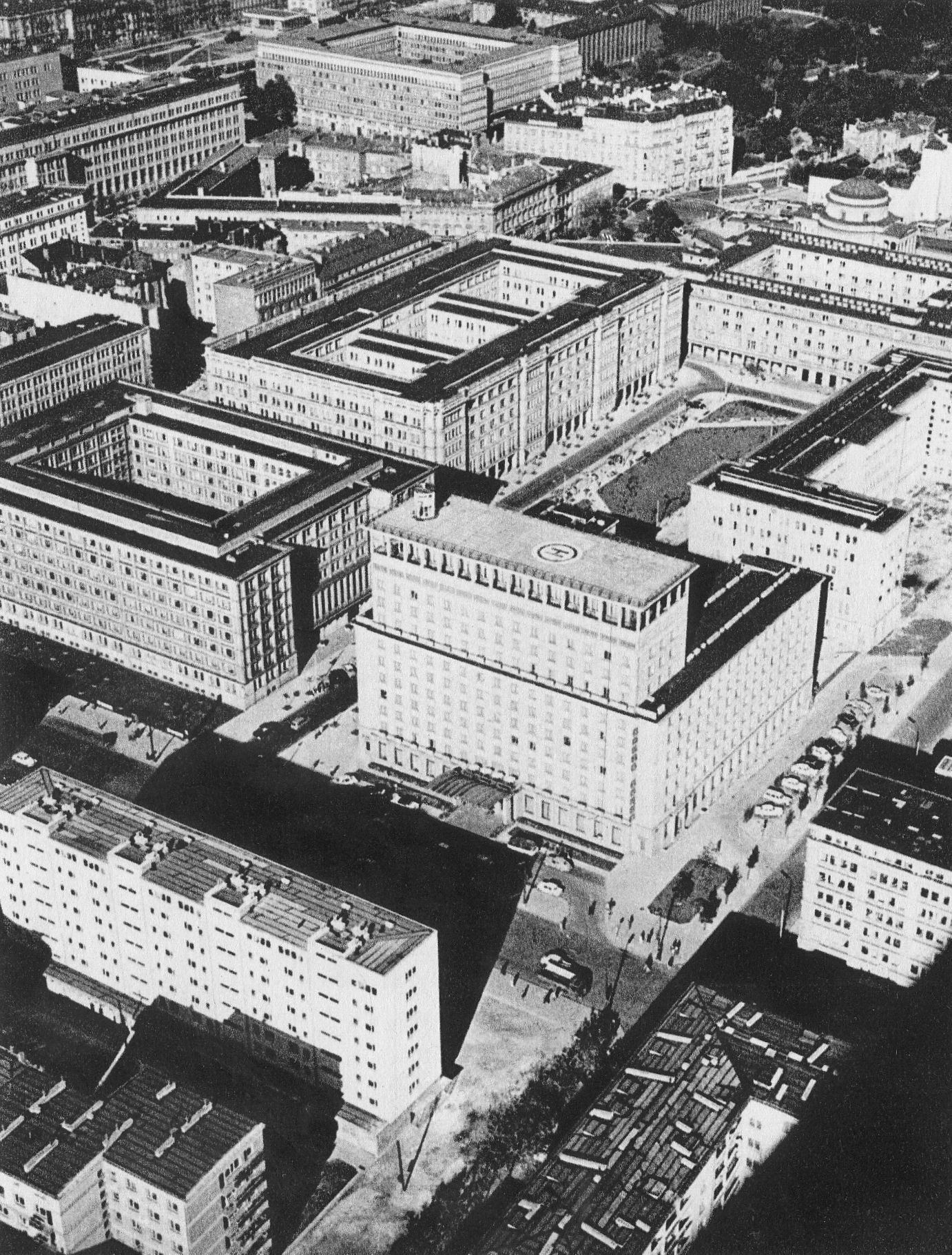
Tzw. dzielnica ministerstw w latach 60., po lewej widoczny budynek późniejszego Ministerstwa Skarbu Państwa i Państwowej Agencji Atomistyki

Państwowa Agencja Atomistyki – urząd zapewniający obsługę Prezesa Państwowej Agencji Atomistyki, będącego centralnym organem administracji rządowej w Polsce do spraw bezpieczeństwa jądrowego i ochrony radiologicznej, którego działalność reguluje ustawa z dnia 29 listopada 2000 r. – Prawo atomowe (Dz.U. z 2024 r. poz. 1277) oraz późniejsze akty wykonawcze do tej ustawy.

## Kierownictwo
- Andrzej Głowacki – prezes od 22 marca 2023[5]
- Paweł Pytlarczyk – zastępca prezesa od 7 marca 2025[6]

## Prezesi
- Mieczysław Sowiński (27 czerwca 1982 – 15 grudnia 1989)
- Roman Żelazny (15 grudnia 1989 – 5 grudnia 1991)
- Jerzy Niewodniczański (21 sierpnia 1992 – 20 lutego 2009)
- Michael Waligórski (21 lutego 2009 – 30 listopada 2010)
- Janusz Włodarski (10 stycznia 2011 – 31 marca 2016)
- Andrzej Przybycin (31 marca 2016 – 2019, do 12 marca 2018 p.o.)
- Łukasz Młynarkiewicz (11 września 2019 – 14 grudnia 2022, do 10 maja 2020 p.o.)
- Andrzej Głowacki (od 22 marca 2023, od 15 grudnia 2022 jako p.o.)

## Zadania

### Zadania Agencji
Państwowa Agencja Atomistyki, poprzez swoje działania regulacyjne i nadzorcze, dąży do zapewnienia, by działalność mogąca powodować narażenie na promieniowanie jonizujące była prowadzona w sposób bezpieczny dla pracowników i społeczeństwa.
Misję swą PAA realizuje poprzez:
- sprawowanie państwowego dozoru działalności mogących powodować narażenie na promieniowanie jonizujące;
- systematyczną ocenę sytuacji radiacyjnej kraju;
- podejmowanie odpowiednich działań w przypadku powstania zdarzeń radiacyjnych;
- współpracę w celu wypełniania zobowiązań Polski w zakresie bezpieczeństwa jądrowego i ochrony radiologicznej wynikających z traktatów, konwencji oraz umów międzynarodowych,
- dysponując w tym celu: odpowiednimi – krajowymi i międzynarodowymi – instrumentami prawnymi, danymi z systemów monitoringu radiacyjnego, uprawnieniami do wydawania zezwoleń, prowadzenia kontroli i ewidencji oraz odpowiednio przygotowaną kadrą inspektorów i innych specjalistów.

### Zadania Prezesa PAA
Do zakresu działania Prezesa Państwowej Agencji Atomistyki należy wykonywanie zadań związanych z zapewnieniem bezpieczeństwa jądrowego i ochrony radiologicznej kraju, a w szczególności:
1. przygotowywanie dokumentów dotyczących polityki państwa w zakresie zapewnienia bezpieczeństwa jądrowego i ochrony radiologicznej uwzględniających program rozwoju energetyki jądrowej oraz zagrożenia wewnętrzne i zewnętrzne,
2. sprawowanie nadzoru nad działalnością powodującą lub mogącą powodować narażenie ludzi i środowiska na promieniowanie jonizujące oraz przeprowadzanie kontroli w tym zakresie, w tym wydawanie decyzji w sprawach zezwoleń i uprawnień,
3. wydawanie zaleceń technicznych i organizacyjnych w sprawach bezpieczeństwa jądrowego i ochrony radiologicznej,
4. wykonywanie zadań związanych z oceną sytuacji radiacyjnej kraju w warunkach normalnych i w sytuacji zdarzeń radiacyjnych oraz przekazywanie właściwym organom i ludności informacji o sytuacji,
5. wykonywanie zadań wynikających ze zobowiązań RP w zakresie prowadzenia ewidencji i kontroli materiałów jądrowych, ochrony fizycznej materiałów i obiektów jądrowych, szczególnej kontroli obrotu z zagranicą towarami i technologiami jądrowymi oraz innych zobowiązań wynikających z umów międzynarodowych dotyczących bezpieczeństwa jądrowego i ochrony radiologicznej,
6. prowadzenie działań związanych z informacją społeczną, edukacją i popularyzacją oraz informacją naukowo-techniczną i prawną w zakresie bezpieczeństwa jądrowego i ochrony radiologicznej, w tym przekazywanie ludności informacji na temat promieniowania jonizującego i jego oddziaływania na zdrowie człowieka i na środowisko oraz o możliwych do zastosowania środkach w przypadku zdarzeń radiacyjnych – z wyłączeniem promocji wykorzystania promieniowania jonizującego, a w szczególności promocji energetyki jądrowej;
7. współdziałanie z organami administracji rządowej i samorządowej w sprawach związanych z bezpieczeństwem jądrowym i ochroną radiologiczną oraz w sprawie badań naukowych w dziedzinie bezpieczeństwa jądrowego i ochrony radiologicznej;
8. wykonywanie zadań związanych z obronnością i obroną cywilną kraju oraz ochroną informacji niejawnych, wynikających z odrębnych przepisów,
9. przygotowywanie opinii, w zakresie bezpieczeństwa jądrowego i ochrony radiologicznej do projektów działań technicznych związanych z pokojowym wykorzystywaniem energii atomowej, na potrzeby organów administracji rządowej i samorządowej;
10. współpraca z właściwymi jednostkami innych państw i organizacjami międzynarodowymi w zakresie objętym ustawą;
11. opracowywanie projektów aktów prawnych w zakresie objętym ustawą i uzgadnianie ich w trybie określonym w regulaminie prac Rady Ministrów,
12. opiniowanie projektów aktów prawnych opracowanych przez uprawnione organy,
13. przedstawianie Prezesowi Rady Ministrów corocznych sprawozdań ze swojej działalności oraz ocen stanu bezpieczeństwa jądrowego i ochrony radiologicznej kraju.

Dodatkowym zadaniem Prezesa PAA (wynikającym z pełnienia w przeszłości funkcji organu założycielskiego Zakładu Zastosowań Techniki Jądrowej POLON) jest od roku 1990 obsługa roszczeń byłych pracowników Zakładów Przemysłowych R-1 (ZPR-1) w Kowarach. ZPR-1 do roku 1972 zajmowały się wydobyciem i wstępnym przerobem rud uranu. Powołane zarządzeniem nr 4 Prezesa PAA z dnia 14 kwietnia 1992 r. Biuro Obsługi Roszczeń b. Pracowników Zakładów Produkcji Rud Uranu (obecnie: Biuro Obsługi Roszczeń funkcjonujące w ramach Centrum ds. Zdarzeń Radiacyjnych z siedzibą w Jeleniej Górze) zajmuje się obsługą prawną i regulacją roszczeń odszkodowawczych w stosunku do byłych pracowników Zakładów Przemysłowych R-1 w Kowarach oraz ich rodzin.

## Struktura

### Gabinet Prezesa
Gabinet Prezesa zapewnia obsługę Prezesa i Wiceprezesa.
Gabinet odpowiada w szczególności za koordynację pracy komórek organizacyjnych. Gabinet realizuje również zadania Prezesa w zakresie informacji społecznej i współpracy z mediami oraz współpracy międzynarodowej w sprawach bezpieczeństwa jądrowego i ochrony radiologicznej.

### Centrum do spraw Zdarzeń Radiacyjnych
Centrum do spraw Zdarzeń Radiacyjnych (CEZAR) odpowiada za realizację zadań Prezesa w zakresie systematycznej oceny sytuacji radiacyjnej kraju oraz udziału w postępowaniach w przypadkach zdarzeń radiacyjnych. Centrum pełni swoją funkcję 24 godz. na dobę, 365 dni w roku. Najważniejszy wydział w PAA.

### Departament Bezpieczeństwa Jądrowego
Departament Bezpieczeństwa Jądrowego odpowiada za realizację zadań Prezesa w zakresie bezpieczeństwa jądrowego, w tym za funkcjonowanie systemu koordynacji kontroli i nadzoru nad obiektami jądrowymi.

### Departament Ekonomiczno-Budżetowy
Departament Ekonomiczno-Budżetowy odpowiada m.in. za planowanie budżetowe i prowadzenie rachunkowości Agencji, przygotowanie sprawozdawczości budżetowej, prowadzenie obrotu gotówkowego i wykonywanie dyspozycji środkami pieniężnymi. Departament wypełnia również zadania głównego księgowego Agencji.

### Departament Ochrony Radiologicznej
Departament Ochrony Radiologicznej odpowiada za realizację zadań Prezesa w zakresie ochrony radiologicznej.
Departament zajmuje się między innymi przyjmowaniem zgłoszeń i przygotowywaniem zezwoleń dotyczących wykonywania działalności związanej z narażeniem na promieniowanie jonizujące, takich jak:
- wytwarzanie, przetwarzanie, przechowywanie, składowanie, transport lub stosowane materiałów jądrowych, źródeł i odpadów promieniotwórczych oraz obrót nimi, a także wzbogacanie izotopowe,
- produkowanie, instalowanie, stosowanie i obsługa urządzeń zawierających źródła promieniotwórcze oraz obrót tymi urządzeniami,
- uruchamianie i stosowanie urządzeń wytwarzających promieniowanie jonizujące,
- uruchamianie pracowni, w których mają być stosowane źródła promieniowania jonizującego, w tym pracowni rentgenowskich,
- zamierzone dodawanie substancji promieniotwórczych w procesie produkcyjnym wyrobów powszechnego użytku i wyrobów medycznych, obrót tymi wyrobami oraz przywóz na terytorium Rzeczypospolitej Polskiej i wywóz z tego terytorium tych wyrobów.
- zamierzone podawanie substancji promieniotwórczych ludziom i zwierzętom w celu diagnostyki, leczenia lub badań naukowych.

Ponadto departament przeprowadza kontrole w jednostkach wykonujących taką działalność.
Departament odpowiada również za przygotowanie decyzji o nadaniu uprawnień do zajmowania stanowisk istotnych z punktu widzenia bezpieczeństwa jądrowego i ochrony radiologicznej oraz uprawnień inspektorów ochrony radiologicznej.

### Departament Prawny
Departament Prawny odpowiada za obsługę prawną Prezesa i Agencji.

### Biuro Dyrektora Generalnego
Biuro Dyrektora Generalnego odpowiada za realizację zadań dyrektora generalnego. Biuro odpowiada m.in. za sprawy kadrowe PAA, nadzór nad przestrzeganiem przepisów BHP, koordynację udzielania zamówień publicznych czy utrzymanie systemów teleinformatycznych w agencji.

## Współpraca międzynarodowa
Zgodnie z Ustawą – Prawo atomowe jednym z obowiązków Prezesa Państwowa Agencja Atomistyki jest współpraca z właściwymi jednostkami innych państw i organizacjami międzynarodowymi w zakresie bezpieczeństwa jądrowego i ochrony radiologicznej. PAA współpracuje z równoważnymi organami innych krajów oraz organizacjami międzynarodowymi w celu wymiany doświadczeń i pozyskiwania kompetencji do prowadzenia działań w kraju. Podstawą dla współpracy są zarówno przepisy prawa międzynarodowego i członkostwo w organizacjach międzynarodowych, jak i umowy dwustronne. Współpraca międzynarodowa PAA odbywa się w ścisłej kooperacji z Ministrem Spraw Zagranicznych, Ministrem Gospodarki, a w szczególności Pełnomocnikiem Rządu ds. Polskiej Energetyki Jądrowej oraz innymi ministrami (kierownikami urzędów centralnych), zgodnie z zakresem ich kompetencji.

### Układy i traktaty międzynarodowe
Przepisy i traktaty międzynarodowe zarówno tworzą możliwości wielostronnej współpracy między państwami, jak i harmonizują standardy i normy w dziedzinach bezpieczeństwa jądrowego i ochrony radiologicznej. Stanowią tym samym jeden z istotnych elementów nadzoru nad ochroną ludzi i środowiska przed promieniowaniem jonizującym.
Polska jest stroną wszystkich istotnych konwencji i traktatów dotyczących m.in. bezpieczeństwa jądrowego, ochrony radiologicznej, nieproliferacji czy monitoringu radiacyjnego. Akty prawne zobowiązują Polskę do stosowania określonych w nich zasad i mechanizmów, co jest kontrolowane między innymi drogą weryfikacji przedkładanych przez Polskę odpowiednich raportów krajowych w czasie regularnych konferencji przeglądowych oraz przez inspektorów organizacji międzynarodowych.

### Organizacje międzynarodowe
Działania związane z zapewnieniem bezpieczeństwa jądrowego i ochrony radiologicznej podejmowane są przez różne organizacje międzynarodowe. Państwowa Agencja Atomistyki uczestniczy w pracach wielu z nich. Są to:
- Unia Europejska – Europejska Wspólnota Energii Atomowej (EURATOM)
- Międzynarodowa Agencja Energii Atomowej w Wiedniu. Polska jest członkiem założycielem MAEA od 1957 r.
- Agencja Energii Jądrowej NEA OECD
- Zachodnioeuropejskie Stowarzyszenie Regulatorów Jądrowych
- HERCA

Ponadto Państwowa Agencja Atomistyki koordynuje współpracę z Europejskim Towarzystwem Energii Atomowej (EAES) – utworzoną w 1954 r. organizacją skupiającą przedstawicieli agend rządowych i środowisk naukowych z ponad 20. krajów europejskich. Polska jest członkiem tej organizacji od 1991 roku.
Współpraca z organizacjami międzynarodowymi koordynowana i realizowana przez PAA

### Umowy bilateralne
W celu zapewnienia bezpieczeństwa jądrowego i radiacyjnego, Rzeczpospolita Polska zawarła szereg międzynarodowych umów bilateralnych, których realizację powierzono Prezesowi PAA. Dla zapewnienia wymiany doświadczeń i wiedzy w zakresie regulowania energetyki jądrowej podpisane zostały umowy o współpracy z dozorami jądrowymi USA i Francji. Umowy o wczesnym powiadamianiu o awarii jądrowej i wymianie informacji oraz doświadczeń zawarte zostały z krajami sąsiednimi na podstawie międzynarodowej Konwencji o wczesnym powiadamianiu o awarii jądrowej (treść konwencji na stronach MAEA). Polska nie posiada jeszcze elektrowni jądrowej, ale w odległości ok. 300 km od jej granic znajduje się 9 czynnych elektrowni jądrowych (23 bloki reaktorów energetycznych) o łącznej elektrycznej mocy zainstalowanej brutto ok. 15 GWe. Ze względu na eksploatację tych elektrowni w pobliżu terytorium Polski, istotnym elementem wpływającym na nasze bezpieczeństwo radiacyjne jest współpraca ze wszystkimi dozorami jądrowymi krajów ościennych, realizowana na podstawie wspomnianych międzyrządowych umów.
Polska zawarła takie umowy z następującymi krajami:
- Umowa między rządem Polskiej Rzeczypospolitej Ludowej a rządem Republiki Austrii w sprawie wymiany informacji i współpracy w dziedzinie bezpieczeństwa jądrowego i ochrony przed promieniowaniem. Sporządzona w Wiedniu dnia 15 grudnia 1989 r.
- Umowa między rządem Rzeczypospolitej Polskiej a rządem Republiki Białoruś o wczesnym powiadamianiu o awariach jądrowych i o współpracy w dziedzinie bezpieczeństwa radiologicznego. Sporządzona w Mińsku dnia 26 października 1994 r.
- Umowa pomiędzy rządem Rzeczypospolitej Polskiej a rządem Republiki Czeskiej o wczesnym powiadamianiu o awarii jądrowej oraz o wymianie informacji na temat pokojowego wykorzystania energii jądrowej, bezpieczeństwa jądrowego i ochrony radiologicznej. Sporządzona w Wiedniu dnia 27 września 2005 r.
- Umowa między rządem Polskiej Rzeczypospolitej Ludowej a rządem Królestwa Danii o wymianie informacji i współpracy w dziedzinie bezpieczeństwa jądrowego i ochrony przed promieniowaniem. Sporządzona w Warszawie dnia 22 grudnia 1987 r.
- Umowa między rządem Rzeczypospolitej Polskiej a rządem Republiki Litewskiej o wczesnym powiadamianiu o awarii jądrowej oraz o współpracy w dziedzinie bezpieczeństwa jądrowego i ochrony radiologicznej. Sporządzona w Warszawie dnia 2 czerwca 1995 r.
- Umowa między rządem Rzeczypospolitej Polskiej a rządem Republiki Federalnej Niemiec o wczesnym powiadamianiu o awarii jądrowej, o wymianie informacji i doświadczeń oraz o współpracy w dziedzinie bezpieczeństwa jądrowego i ochrony radiologicznej. Sporządzona w Warszawie dnia 30 lipca 2009 r.
- Umowa pomiędzy rządem Polskiej Rzeczypospolitej Ludowej a rządem Królestwa Norwegii o wczesnym powiadamianiu o awariach jądrowych i współpracy w dziedzinie bezpieczeństwa jądrowego i ochrony przed promieniowaniem. Sporządzona w Oslo dnia 15 listopada 1989 r.
- Porozumienie między rządem Rzeczypospolitej Polskiej i rządem Federacji Rosyjskiej o wczesnym powiadamianiu o awarii jądrowej, o wymianie informacji związanej z obiektami jądrowymi i o współpracy w dziedzinie bezpieczeństwa jądrowego i ochrony radiologicznej. Sporządzone w Warszawie dnia 18 lutego 1995 r.
- Umowa pomiędzy rządem Rzeczypospolitej Polskiej a rządem Republiki Słowackiej o wczesnym powiadamianiu o awariach jądrowych, o wymianie informacji oraz o współpracy w dziedzinie bezpieczeństwa jądrowego i ochrony radiologicznej. Sporządzona w Bratysławie dnia 17 września 1996 r.
- Umowa pomiędzy rządem Rzeczypospolitej Polskiej a rządem Ukrainy o wczesnym powiadamianiu o awariach jądrowych, o wymianie informacji oraz o współpracy w dziedzinie bezpieczeństwa jądrowego i ochrony radiologicznej. Sporządzona w Kijowie dnia 24 maja 1993 r.

## Budżet
Wydatki i dochody Państwowej Agencji Atomistyki (PAA) są realizowane w części 68 budżetu państwa. Główne źródło dochodów Agencji stanowią opłaty za egzaminy niezbędne do uzyskania uprawnień wymaganych do zatrudnienia na stanowiskach mających istotne znaczenie dla zapewnienia bezpieczeństwa jądrowego oraz uzyskania uprawnień inspektora ochrony radiologicznej.
W 2017 wydatki PAA wyniosły 32,88 mln zł, a dochody 0,31 mln zł. Przeciętne zatrudnienie w przeliczeniu na pełne etaty wyniosło 112 osób, a średnie miesięczne wynagrodzenie brutto 6422 zł.
W ustawie budżetowej na 2018 wydatki Agencji zaplanowano w wysokości 32,67 mln zł, a dochody 0,3 mln zł.